# جیمز دیتون
جیمز دیتون (انگلیسی: James Dayton؛ زادهٔ ۱۲ دسامبر ۱۹۸۸) بازیکن فوتبال اهل بریتانیا است.
از باشگاه‌هایی که در آن بازی کرده‌است می‌توان به باشگاه فوتبال کریستال پالاس، باشگاه فوتبال کراولی تاون، باشگاه فوتبال اولدهام اتلتیک، باشگاه فوتبال یئوویل تاون، باشگاه فوتبال سنت میرن، باشگاه فوتبال چلتنهام تاون، و باشگاه فوتبال کیلمارنوک اشاره کرد.